# 谢力
谢力（1962年—），男，汉族，安徽全椒人，中华人民共和国企业家、政治人物，全柴动力股份有限公司董事长，中国共产党党员，第十一届全国人民代表大会安徽地区代表。

## 生平
毕业于安徽工学院农业机械专业。2008年起担任全国人大代表。